# Abrodictyum caudatum
Espèce
Répartition géographique
Abrodictyum caudatum est une fougère de la famille des Hyménophyllacées.

## Description
En plus des caractéristiques du genre, cette espèce a un port rhizomateux. Le rhizome est très mince, couvert d'une pilosité brune très abondante. Le stipe ainsi que le rachis sont nus et le limbe des frondes est divisé trois fois. Les frondes peuvent dépasser 45 cm de long sur moins de dix centimètres de large. La membrane du limbe est assez réduite mais moins que les autres espèces du sous-genre.
Les sores sont assez peu nombreux et disposés irrégulièrement sur la face inférieure du limbe.
Le style des sores porte peu de capsules à sa base ; il s'allonge de plus de deux fois la longueur de l'indusie campanulée. 
L'espèce, comme celles du genre, compte 33 paires de chromosomes.

## Répartition et habitat
Abrodictyum caudatum est une espèce de tout l'ouest du Pacifique, d'Australie (Nouvelle-Galles du Sud, Queensland), de Nouvelle-Zélande (une station dans la région la plus septentrionale - Northland - près de Kerikeri), de Polynésie (en particulier de Tahiti), des îles Fidji, de Nouvelle-Guinée, de Malaisie et de Nouvelle-Calédonie. Elle a été récemment découverte sur les îles Kermadec (en 2011).
C'est une plante épiphyte de troncs d'arbres : il s'agit plutôt une particularité dans le genre.

## Position taxinomique et historique
Elle est classée dans le sous-genre Abrodictyum.
En 1854, William Dunlop Brackenridge décrit, sous le nom de Trichomanes caudatum, une fougère qu'il a collectée à Tahiti sur des troncs d'arbre en tant que botaniste de l'expédition Wilkes.
En 1938, Edwin Bingham Copeland la transfère dans le genre Macroglena : Macroglena caudata (Brack.) Copel..
En 1974, Conrad Vernon Morton la place dans la section Pachychaetum du sous-genre Pachychaetum du genre Trichomanes.
En 1998, Peter Dundas Bostock la reclasse dans le genre Cephalomanes : Cephalomanes caudatum (Brack.) Bostock.
Enfin, en 2006, Atsushi Ebihara et Kunio Iwatsuki la placent dans le genre Abrodictyum sous-genre Abrodictyum.
Elle compte donc trois synonymes liés aux révisions de la famille des Hymenophyllacées :
- Cephalomanes caudatum (Brack.) Bostock
- Macroglena caudata (Brack.) Copel.
- Trichomanes caudatum Brack.

Un synonyme est d'autre part signalé par Carl Frederik Albert Christensen signale en 1906 : Trichomanes milnei Bosch.